# رسالة (أدب)
الرسالة هو كتاب صغير على شكل أطروحة حول مواضيع اجتماعية واقتصادية أو سياسية أو تاريخية. أصبح هذا النوع شائعًا في الأدب العثماني بفضل رسالتين كتبهما كوتشي بك [الإنجليزية] في النصف الأول من القرن السابع عشر. فيها، يحلل كوتشي أسباب تراجع الإمبراطورية العثمانية بعد إعدام ميخائيل كانتاكوزينوس شيشاني أوغلو [الإنجليزية] في 3 آذار 1578 واغتيال الصدر الأعظم صقللي محمد باشا في 11 تشرين الأول 1579. تُعد رسالتا خليج كوتشي من أهم المصادر لتاريخ الإمبراطورية العثمانية في القرن السابع عشر.

## طالع أيضًا
- مملكة السلاف [الإنجليزية]
- الجد إيفان [الإنجليزية]
- عصر كوبرولو